# Skodje
Skodje (udtalt Skøye) er en tidligere norsk kommune i Sunnmøreområdet i Møre og Romsdal. Med kommunereformen i Norge blev Sandøy, Skodje, Haram og Ørskog kommuner 1. januar 2020 lagt sammen med Ålesund.  Den tidligere kommune grænser i nord til Haram og Vestnes, i øst til Ørskog og i vest til Ålesund. Over Storfjorden mod syd ligger Sykkylven kommune. Nord for byen ligger søen Engsetdalsvatnet på 4,36 km².

## Erhvervsliv
Kommunen har hovedsagelig jord- og skovbrug, men der er også trævare- og møbelindustri og anden industri, delvis flyttet dertil fra Ålesund. E 39 og E 136 går sammen gennem kommunen.
Skodje har en ung befolkning, hvor omkring 60% af indbyggerne er under 40 år.

## Historie
Skodje er både en tidligere og nuværende selvstændig kommune.
- Fra 1837 var Skodje del af Borgund formandskabsdistrikt, men blev delt fra som selvstændig kommune i 1849. Den nyoprettede kommune havde 2.170 indbyggere.
- Skodje og Vatne lå i 1589 under Borgund prestegjeld og blev selvstændigt prestegjeld fra 1.5.1858.
- 1. januar 1902 blev Skodje delt og Vatne blev en selvstændig kommune med 1.547 indbyggere. Skodje havde 1.551 indbyggere efter delingen.
- 1. januar 1916 blev en del af Skodje med 14 indbyggere overført til Borgund kommune.
- 1. januar 1965 blev Skodje slået sammen med Stordal og Ørskog til den nye Ørskog kommune. Skodje havde 2.047 indbyggere da den ophørte som kommune.
- 1. januar 1977 blev Ørskog kommune delt i tre: Skodje, Stordal og Ørskog kommuner. Da Skodje genopstod som selvstændig kommune, var indbyggertallet 2.634.